# Champion (film)
Pour les articles homonymes, voir Champion (homonymie).
Champion est un film indien de Bollywood réalisé par Padam Kumar sorti le 22 décembre 2000.
Le film met en vedette Sunny Deol et Manisha Koirala, le long métrage fut un succès mitigé aux box-office.

## Synopsis
Le jeune Abbas Khan hérite richement de ses parents après un accident à Bombay. La police, soupsonnant un meurtre lui affecte comme garde du corps l'inspecteur Rajveer Singh, qu'Abbas ne tarde pas à apprécier. Mais l'inspecteur découvre que l'accident pourrait être un meurtre, et trouve la trace de l'assassin dans un hôpital psychiatrique...

## Distribution
- Sunny Deol : Rajveer Singh[1]
- Manisha Koirala : Sapna Khanna
- Rahul Dev : Naseer Ahmed
- Abhishek Sharma : Abbas Khan
- Deepak Parashar : Nawab Mansoor Ali Khan
- Padmini Kapila : Mrs. Mansoor Ali Khan
- Vikram Gokhale : Commissaire de police
- Dina Pathak
- Rana Jung Bahadur : Pandey
- Tom Alter : Docteur
- Kashmira Shah

## Box-office
- Box-office Inde: 240 230 000 Roupies[2].

Box-office india qualifie le film de succès moyen.